# Пенцлин
Пенцлин (њем. Penzlin) град је у њемачкој савезној држави Мекленбург-Западна Померанија. Једно је од 60 општинских средишта округа Мириц. Према процјени из 2010. у граду је живјело 3.851 становника. Посједује регионалну шифру (AGS) 13056053.

## Географски и демографски подаци
Пенцлин се налази у савезној држави Мекленбург-Западна Померанија у округу Мириц. Град се налази на надморској висини од 48 метара. Површина општине износи 90,7 km². У самом граду је, према процјени из 2010. године, живјело 3.851 становника. Просјечна густина становништва износи 42 становника/km².